# Starý Poddvorov
Starý Poddvorov – gmina w Czechach, w powiecie Hodonín, w kraju południowomorawskim. Według danych z dnia 1 stycznia 2014 liczyła 979 mieszkańców.

## Współpraca
Miejscowość partnerska:
- Bièvre, Belgia